# Loricariichthys
Loricariichthys (Лорікаріхт) — рід риб групи Loricariichthys з триби Loricariini підродини Loricariinae родини лорікарієвих ряду сомоподібних. Має 19 видів. Наукова назва походить від латинського слова lorica, тобто «панцир зі шкіри», та грецького слова ichthys — «риба».

## Опис
Загальна довжина представників цього роду коливається від 11 до 46 см. Голова помірно велика, сплощена зверху. Очі невеличкі. Рот помірно широкий. Зуби дрібні. Нижня губа молодих самців й самиць складається з 2 товстих наростів, що вкриті дрібними сосочками і мають нерівні смуги уздовж заднього краю. У статевозрілих самців ці нарости зникають, а губи стають гладенькими, ширшими і довшими. Тулуб стиснуто з боків, вкрито великими кістковими пластинками. Орган дихання складається з подвійного респіраторного «гаманця», сполученого з дистальним кінцем стравоходу. Спинний плавець доволі великий, високий. Жировий плавець відсутній. Грудні, черевні та анальний плавці витягнуті, з короткою основою. Хвостове стебло вузьке і довге. Хвостовий плавець широкий, усічений.
Забарвлення коливається від сірого та світло-коричневого до чорного.

## Спосіб життя
Це демерсальні риби. Воліють до чистих й прозорих водойм, великих або середніх, глибоких річок (до 20-30 м). Зустрічаються на піщаних або піщано-мулистих ґрунтах, майже позбавлених рослинності. Значну частку часу проводять на дні. Вдень ховаються, зарившись у пісок. Активні вдень або у присмерку. Живляться личинками комах, детритом. Їжу знаходять в ґрунті, в якому постійно копирсаються. Для поліпшення травлення ковтають пісок.
Самиця відкладає ікру. Під час нересту самців використовують свою збільшену нижню губу щоби обхопити кладку ікри, після чого тримають її на губі до появи мальків.

## Розповсюдження
Мешкають у басейнах річок Ла Плата, Укаялі, Амазонка, Оріноко, Ампіаку, Парана, Уругвай, Парагвай, Суринам.

## Тримання в акваріумі
Потрібна ємність заввишки 5-40 см з великою площею дна від 200 літрів. Шар дрібного піску повинен бути не менше 4-5 см. Як декорації можна в акваріум помістити великий корч у вигляді затонулої колоди або стовбура дерева й кілька великих каменів.
Неагресивні риби. Селити можна групою від 3 особин або поодинці. Добре уживаються з лорікаріями. Ці соми байдужі до рослинної їжі, тому годують їх живим харчем — мотилем, трубочником і замінниками (шматочками риби, креветками). З технічних засобів знадобиться внутрішній фільтр середньої потужності, компресор. Температура утримання повинна становити 22-26 °C.

## Види
- Loricariichthys acutus
- Loricariichthys anus
- Loricariichthys brunneus
- Loricariichthys cashibo
- Loricariichthys castaneus
- Loricariichthys chanjoo
- Loricariichthys derbyi
- Loricariichthys edentatus
- Loricariichthys hauxwelli
- Loricariichthys labialis
- Loricariichthys maculatus
- Loricariichthys melanocheilus
- Loricariichthys melanurus
- Loricariichthys microdon
- Loricariichthys nudirostris
- Loricariichthys platymetopon
- Loricariichthys rostratus
- Loricariichthys stuebelii
- Loricariichthys ucayalensis